# Вигудзоло
Вигудзо̀ло (на италиански: Viguzzolo, на местен диалект: Vigseu, Вигъзеу) е малко градче и община в Северна Италия, провинция Алесандрия, регион Пиемонт. Разположено е на 128 m надморска височина. Населението на общината е 3261 души (към 2010 г.).